# Kubota
Kubota Corporation (яп. 株式会社クボタ) — виробник тракторів і важкої техніки, розташований в Осаці, Японія. Компанія була заснована в 1890 році.
Компанія випускає різноманітну продукцію, в числі яких:
- Трактори і сільськогосподарська техніка
- Двигуни
- Heavy equipment (construction)
- Землерийні машини
- Торгові автомати
- Труби
- Трубопровідні крани
- Литі вироби з металу
- Насоси
- Обладнання для очищення води і стічних вод
- Обладнання для кондиціонування повітря

## Світлини продукції

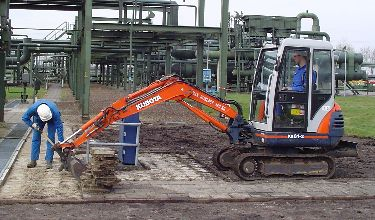
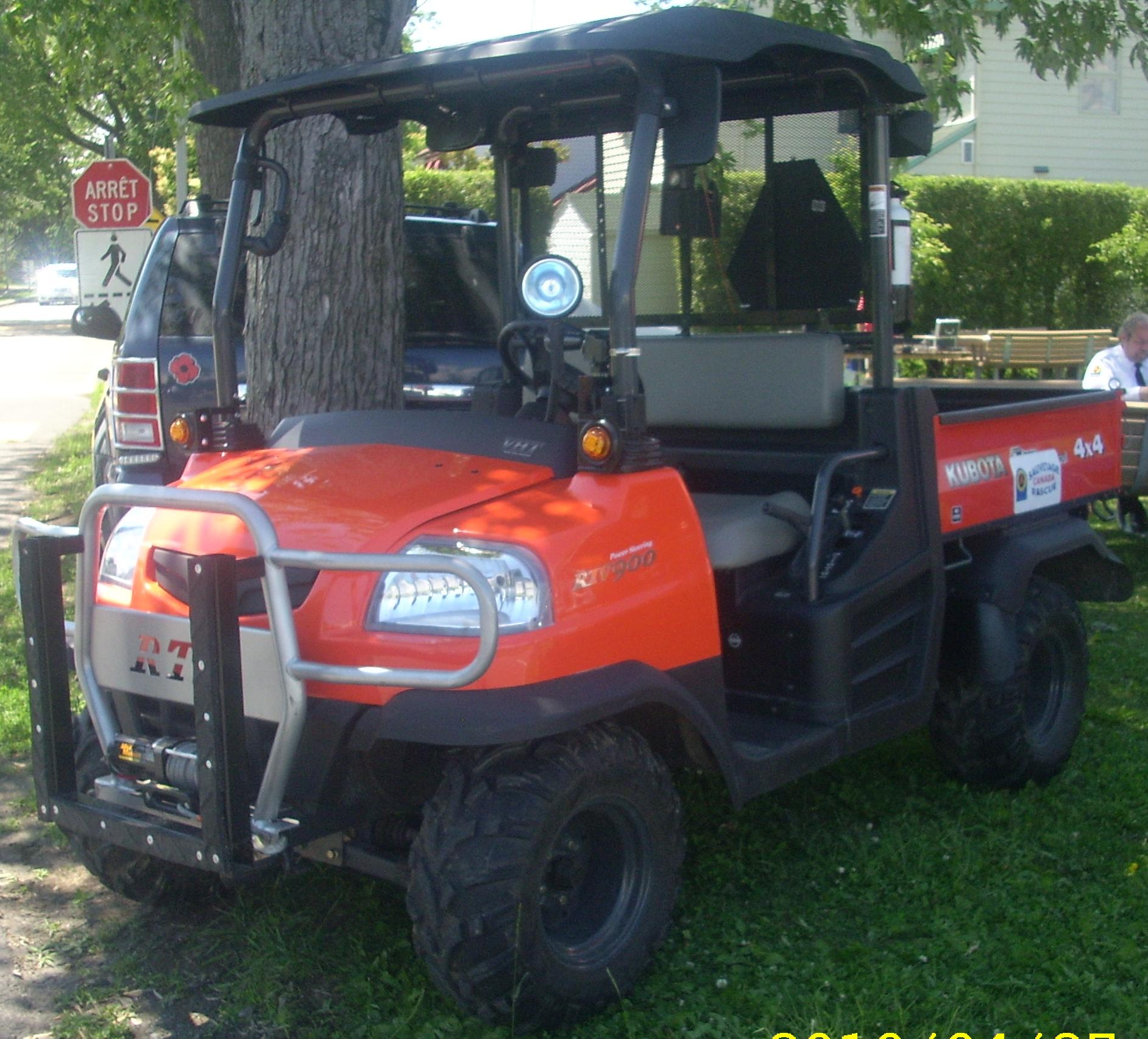
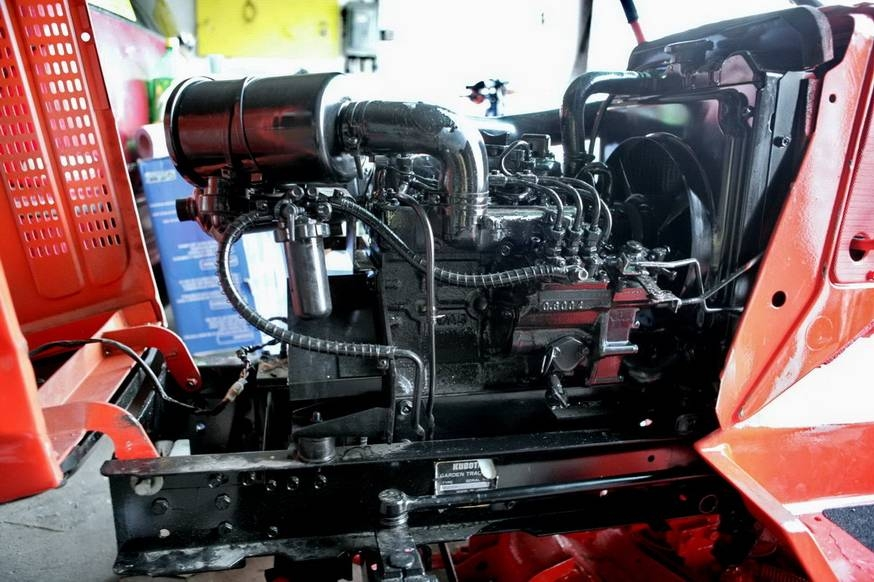
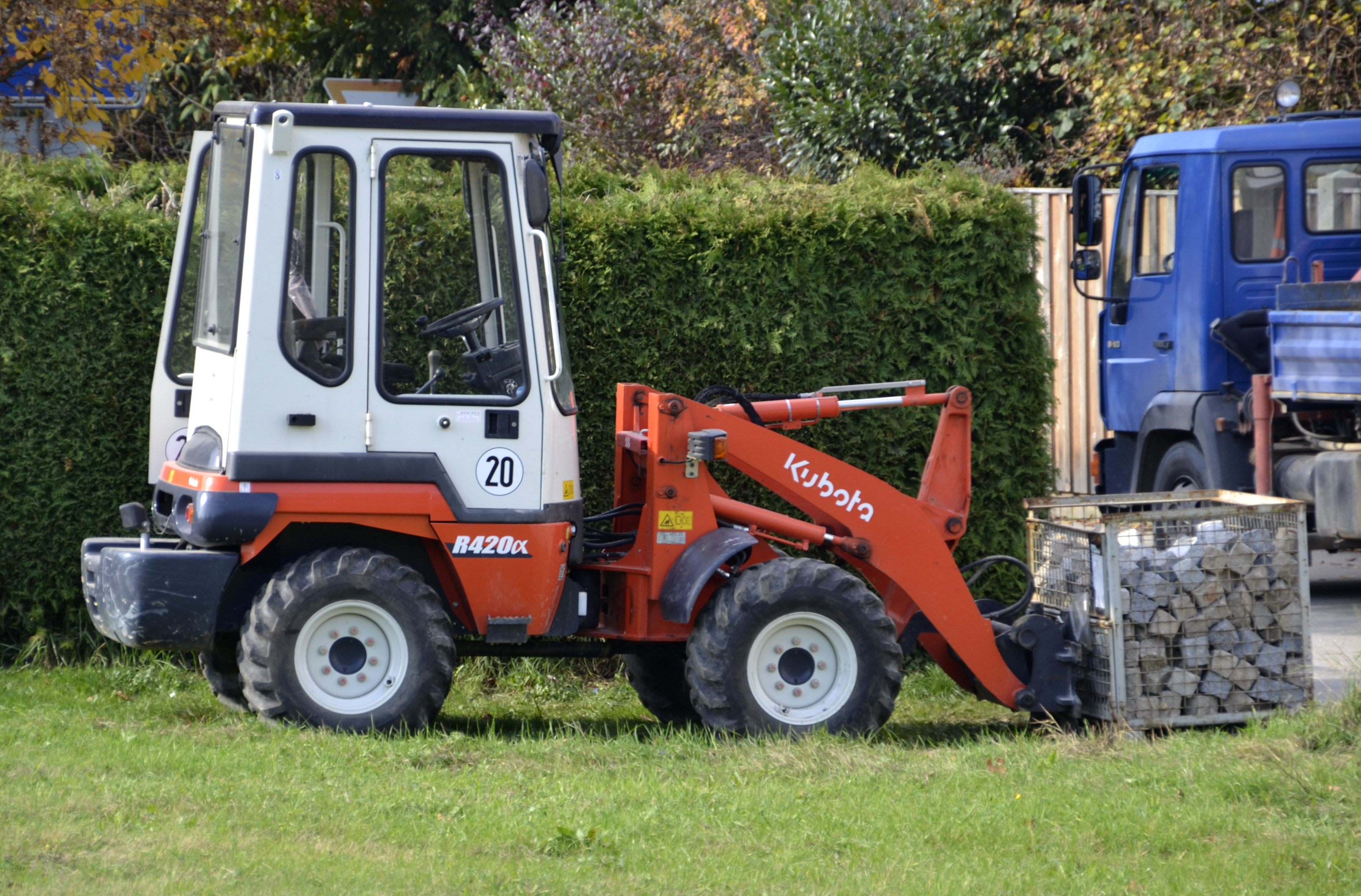